# 작은털날개박쥐
작은털날개박쥐(Harpiocephalus harpia)는 애기박쥐과에 속하는 박쥐의 일종이다. 인도와 인도네시아, 필리핀 그리고 대만에서 발견된다. 다양한 종류의 딱정벌레를 먹는 것으로 알려져 있다.

## 아종
- H. h. harpia
- H. h. lasyurus
- H. h. madrassius
- H. h. rufulus